# Kościół Najświętszego Serca Pana Jezusa w Borku
Kościół Najświętszego Serca Pana Jezusa w Borku – rzymskokatolicki kościół parafialny znajdujący się w Borku w powiecie bocheńskim województwa małopolskiego.
Kościół został zbudowany w latach 1981–1991 według projektu Romana Łomnickiego. Kamień węgielny poświęcił 12 czerwca 1982 r. biskup tarnowski Jerzy Ablewicz, a kościół bp Józef Życiński 13 czerwca 1993 roku. Konsekracji kościoła dokonał bp Stanisław Budzik 19 listopada 2006 roku. Polichromię ściany ołtarzowej zaprojektował i wykonał Józef Furdyna.